# 스코어링 모델
스코어링 모델(Scoring Model)은 프로젝트를 선택할 때 고려하는 기준을 일컫는 사업 용어이다. 이는 시스템의 다양한 특징에 비중을 부여하고 가중합계를 계산한다. 모든 객관적인 기법들처럼 스코어링 모델의 사용과 관련된 많은 질적인 판단들이 있다. 이 모델을 사용하려면, 쟁점과 기술을 이해하는 전문가가 필요하다. 결과가 얼마나 기준의 합리적인 변화에 민감한지 살펴보려면 기준과 비중을 변화시키면서 스코어링 모델을 몇 번 순환시키는 게 좋다. 스코어링 모델은 시스템 선택의 마지막 중재자라기보다 결정의 확인, 합리화, 지원하는 데 가장 일반적으로 사용한다.